# Claude Meillassoux
Claude Meillassoux (/ˌmeɪəˈsuː/ ; francès: [mɛjasu] ; 26 de desembre de 1925 - 3 de gener de 2005) va ser un antropòleg econòmic i marxista francès. Alumne de Georges Balandier, va fer el seu treball de camp entre els Guro de Costa d'Ivori i la seva tesi es va publicar el 1964. A la dècada de 1970 va criticar l'ús per part de l'antropòleg Marshall Sahlins de la noció de «mode de producció domèstic». Meillassoux va estar durant tota la seva vida políticament compromès contra la injustícia social.

## Biografia

### Joventut i educació
Meillassoux va néixer a Roubaix, al nord de França, en una família de fabricants tèxtils. Després d'estudiar dret i ciències polítiques a l'Institut d'estudis polítics de París, el 1948 va anar a estudiar a l'⁣Escola de Negocis de la Universitat de Michigan.
Meillassoux va tornar a França per dirigir el negoci tèxtil familiar, que compaginava amb períodes als Estats Units, contractat com a intèrpret per als industrials francesos visitants. Va Ingressar al partit polític Centre d'action des gauches indépendantes (CAGI), on va conèixer Georges Balandier, i on descobreix el pensament de Marx i Engels.
El seu fill Quentin és acadèmic de filosofia.

### Carrera
Després d'haver seguit classes impartides per Balandier a l'École pratique des hautes études d'humanitats i ciències socials, Meillassoux va anar el 1956 a Costa d'Ivori com a expert econòmic en un projecte d'investigació amb el poble Guro. El 1962, després d'haver defensat la seva tesi sota la direcció de Balandier, va ocupar un lloc a l'École pratique des hautes études.
Es va incorporar al Centre Nacional de Recerca Científica de França com a investigador sota la direcció de Pierre Monbeig el 1964, treballant en un projecte sota la direcció de Jean Rouch, al que va acabant substituint 3 anys més tard. L'any 1979, Meillassoux va ser nomenat codirector d'un equip de recerca sobre Societats Rurals i Polítiques de Desenvolupament, i després es va convertir en director de recerca. L'any 1982 va ocupar un càrrec al capdavant d'un projecte centrat en l'Àfrica Austral, i el 1986 va fundar un grup de recerca sobre l'Àfrica Austral on participaven investigadors, acadèmics, estudiants de doctorat, antropòlegs, sociòlegs i economistes. Als anys 2000 va treballar en un estudi antropològic crític de la Bíblia, centrat en els vincles de parentiu.
Meillassoux va morir a París l'any 2005.

## Pensament i activisme
Meillassoux va ser un marxista i antiimperialista. Va participar en la creació del Comitè d'Informació del Sahel (1973), es va involucrar en la defensa dels drets dels treballadors migrants i en la democratització de països autoritaris africans. També es va posicionar contra l'apartheid, la consanguinitat, l'explotació infantil i l'explotació capitalista.

## Premis
El 1984, va rebre la medalla de plata del Centre Nacional de Recerca Científica de França pel seu treball.

## Obres

### Llibres
- Femmes, greniers et capitaux (1975)
- Anthropologie de l'esclavage: le ventre de fer et d'argent (1986)
- Anthropologie économique des Gouro de Côte d'Ivoire : De l'économie de subsistance à l'agriculture commerciale. Reimpressió. París: Edicions de l'École des hautes études en sciences sociales, 2013.
- Meillassoux, Claude i Christine Verschuur. Entre l’État et les «bandits» armés par l’Afrique du Sud. Els paysans ignorés du Moçambic. Publicacions del Graduate Institute, 2018.

### Articles
- Essai d'interprétation du phénomène économique dans les sociétés traditionnelles d'autosubsistance, Cahiers d'études africaines, 1960, 4: 38-67
- From Reproduction to Production: A Marxist Approach to Economic Anthropology. Economy and Society 1(1), 1974
- Meillassoux, Claude. De l'incapacité des hommes à accoucher, et ce qu'il en advient. A Quel genre d'homme?: Construction sociale de la masculinité, relations de genre et développement, edició de Christine Verschuur, 99‑120. Genre et développement. Rencontres. Ginebra: Publicacions del Graduate Institute, 2016.